# Mbah Gotho
Mbah Gotho oder auch Saparman Sodimejo  (offiziell geboren am 31. Dezember 1870 in Sragen, Indonesien; gestorben 30. April 2017 ebenda) war 2017 laut den Angaben der indonesischen Behörden mit 146 Jahren der älteste noch lebende Mensch der Welt. Unabhängige Gutachter konnten die Geburtsurkunde und damit auch das Alter Gothos nicht offiziell bestätigen, weswegen das Guinness-Buch der Rekorde ihn nicht als ältesten Menschen der Welt ausgezeichnet hat; auch von anderen Seiten wird das angebliche Alter angezweifelt. Die Rekordhalterin für das älteste nachgewiesene Alter bleibt damit Jeanne Calment, die 122 Jahre alt wurde.

## Leben
Von Beruf war Mbah Gotho Fischer. Er war viermal verheiratet und hatte zehn Geschwister, die er alle überlebte. Auch seine fünf Kinder starben vor ihm. Gothos Enkel, der sich seit ca. 1996 um ihn kümmerte, kann sich nicht daran erinnern, seinen Großvater jemals ins Krankenhaus gebracht zu haben. Er habe lediglich eine Erkältung gehabt oder sei erschöpft gewesen.
Nach eigenen Angaben gegenüber Liputan 6 erinnerte sich Gotho nicht mehr an sein Geburtsdatum, er habe sich aber an den Bau einer Zuckerfabrik in Sragen 1880 erinnert. Derselbe Fernsehsender strahlte 2016 eine Dokumentation aus, die die Debatte um sein Alter erneut aufflammen ließ. Während dieser Diskussion sagte Robert D. Young von der Gerontology Research Group gegenüber dpa im August 2016, dass die Angaben zum Alter Gothos in dieselbe Kategorie wie Sasquatch, Yeti und das Ungeheuer von Loch Ness gehörten.
Sein hohes Alter empfand Gotho nach eigenen Angaben zuletzt als Belastung; so wurde er mit den Worten „Was ich will, ist sterben“ zitiert. Gotho verbrachte die meiste Zeit des Tages mit Radiohören in seiner Hütte in Cemeng. Zum Fernsehen waren seine Augen zu schlecht geworden. Das Gehen war eingeschränkt. Zum Essen und Baden benötigte er Hilfe. Er war Raucher. Das Geheimnis für sein hohes Alter war seiner Meinung nach „Geduld und Dankbarkeit“.
Vom 12. bis 16. April 2017 wurde er im RSUD-Krankenhaus in Sragen behandelt. Am 28. April 2017 wurde er dort erneut eingeliefert und starb gegen 17:45 Uhr am 30. April 2017.